# 焦娅·马尔佐卡
焦娅·马尔佐卡（義大利語：Gioia Marzocca，1979年6月22日—），意大利前女子击剑运动员。她曾代表意大利参加2004年、2008年和2012年夏季奥林匹克运动会击剑比赛，三届比赛均未能获得奖牌。